# Vela nos Jogos Olímpicos de Verão de 1968
As competições da vela nos Jogos Olímpicos de Verão de 1968 foram disputadas entre os dias 14 e 21 de outubro daquele ano em Acapulco, no México. O programa de 1968 consistia num total de cinco classes (disciplinas) de vela. Para cada uma das classes do evento foram sete regatas. A navegação foi realizada nos percursos olímpicos do tipo triangular. A partida foi feita no centro de um conjunto de oito marcas numeradas que foram colocadas em um círculo. Durante o procedimento de largada, a sequência das marcas foi comunicada aos velejadores. Ao escolher a marca que estava mais contra o vento, a largada sempre poderia ser feita contra o vento.

## Local
A Baía de Acapulco está localizada na costa do Pacífico, no estado de Guerrero, a 400 quilômetros da Cidade do México. As instalações do Club de Yates foram melhoradas e modificadas. Foram criados 20.000 metros quadrados de novos cais com água potável, eletricidade e telefone. As boias com bandeiras coloridas delineavam as três áreas do percurso.
O controle técnico foi assegurado por uma equipe de medidores para aferir todos os iates antes da corrida.

## Participantes

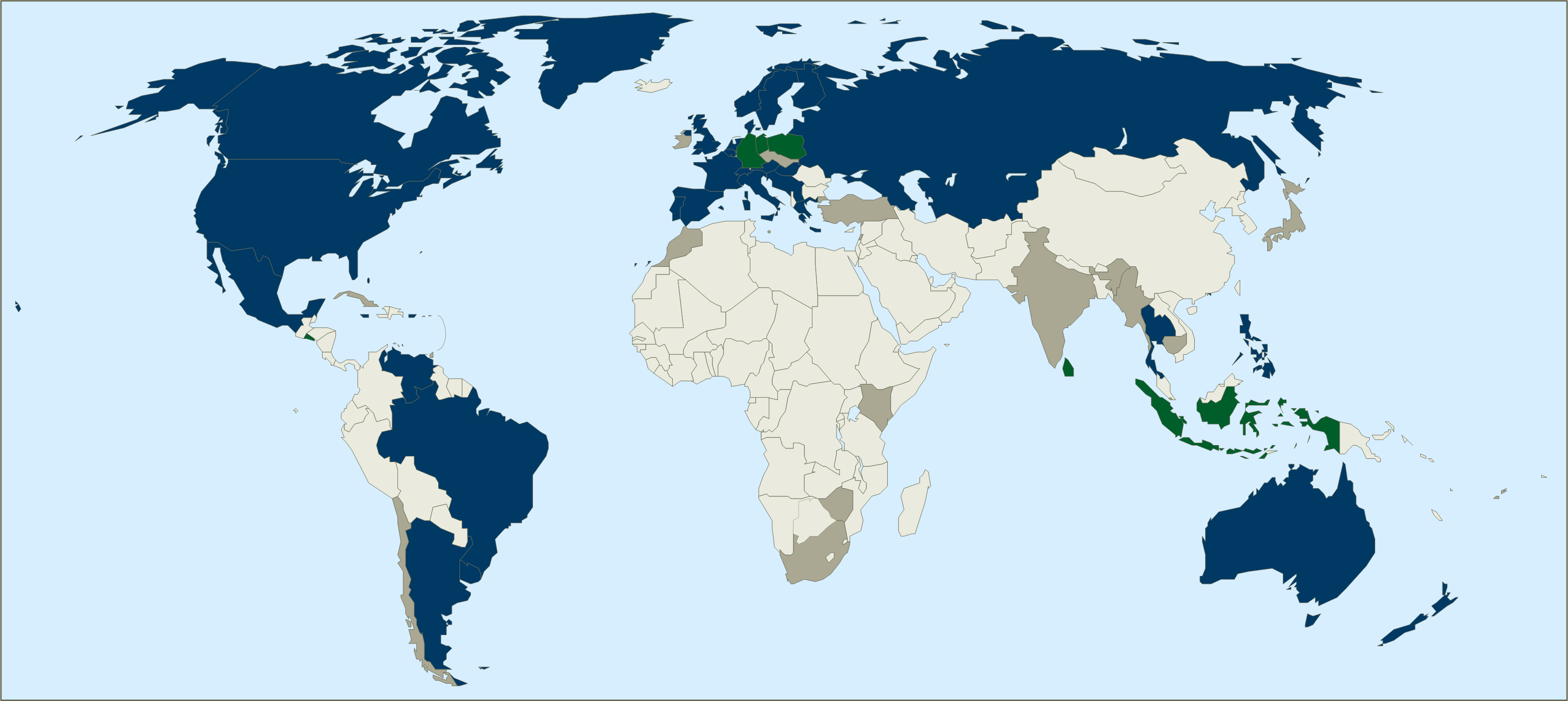
Países participantes da vela nos Jogos Olímpicos de 1968.
Países que participaram pela primeira vez.
Países que já participaram em outras edições.
Países que boicotaram o evento da vela.

- ARG Argentina
- AUS Austrália
- AUT Áustria
- BAH Bahamas
- BEL Bélgica
- BER Bermudas
- BRA Brasil
- CAN Canadá
- CEY Ceilão
- DEN Dinamarca
- ESA El Salvador
- ESP Espanha
- FIN Finlândia
- FRA França
- GBR Grã-Bretanha
- FRG Alemanha Ocidental
- GDR Alemanha Oriental
- GRE Grécia
- HKG Hong Kong
- HUN Hungria
- INA Indonésia
- ISV Ilhas Virgens Americanas
- ITA Itália
- JAM Jamaica
- MEX México
- NED Países Baixos
- NOR Noruega
- NZL Nova Zelândia
- PHI Filipinas
- POL Polônia
- POR Portugal
- PUR Porto Rico
- SUI Suíça
- SWE Suécia
- THA Tailândia
- URS União Soviética
- URU Uruguai
- USA Estados Unidos
- VEN Venezuela
- YUG Iugoslávia

## Eventos
| Classe          | Tipo     | Local   | N.º de equipes | Primeira exibição |
| --------------- | -------- | ------- | -------------- | ----------------- |
| Finn            | bote     | Nápoles | 35             | 1952              |
| Flying Dutchman | bote     | Nápoles | 31             | 1960              |
| Star            | keelboat | Nápoles | 26             | 1932              |
| Dragon          | keelboat | Nápoles | 27             | 1948              |
| 5.5 Metre       | keelboat | Nápoles | 19             | 1952              |

## Medalhistas
| Evento                   | Ouro                                                               | Prata                                                             | Bronze                                                              |
| ------------------------ | ------------------------------------------------------------------ | ----------------------------------------------------------------- | ------------------------------------------------------------------- |
| Finn detalhes            | Valentin Mankin URS União Soviética                                | Hubert Raudaschl AUT Áustria                                      | Fabio Albarelli ITA Itália                                          |
| Flying Dutchman detalhes | Rodney Pattisson Iain MacDonald-Smith GBR Grã-Bretanha             | Ulli Libor Peter Naumann FRG Alemanha Ocidental                   | Reinaldo Conrad Burkhard Cordes BRA Brasil                          |
| Star detalhes            | Lowell North Peter Barrett USA Estados Unidos                      | Peder Lunde Jr. Per Wiken NOR Noruega                             | Franco Cavallo Camillo Gargano ITA Itália                           |
| Dragon detalhes          | George Friedrichs Barton Jahncke Gerald Schreck USA Estados Unidos | Aage Birch Paul Lindemark Jørgensen Niels Markussen DEN Dinamarca | Paul Borowski Karl-Heinz Thun Konrad Weichert GDR Alemanha Oriental |
| 5.5 Metre detalhes       | Ulf Sundelin Jörgen Sundelin Peter Sundelin SWE Suécia             | Louis Noverraz Bernhard Dunand Marcel Stern SUI Suíça             | Robin Aisher Paul Anderson Adrian Jardine GBR Grã-Bretanha          |

## Quadro de medalhas
| Ordem | País                   | Medalha de ouro | Medalha de prata | Medalha de bronze |    | Ordem por total |
| ----- | ---------------------- | --------------- | ---------------- | ----------------- | -- | --------------- |
| 1     | USA Estados Unidos     | 2               |                  |                   | 2  | 1               |
| 2     | GBR Grã-Bretanha       | 1               |                  | 1                 | 2  | 1               |
| 3     | URS União Soviética    | 1               |                  |                   | 1  | 4               |
| 3     | SWE Suécia             | 1               |                  |                   | 1  | 4               |
| 5     | AUT Áustria            |                 | 1                |                   | 1  | 4               |
| 5     | DEN Dinamarca          |                 | 1                |                   | 1  | 4               |
| 5     | NOR Noruega            |                 | 1                |                   | 1  | 4               |
| 5     | SUI Suíça              |                 | 1                |                   | 1  | 4               |
| 5     | FRG Alemanha Ocidental |                 | 1                |                   | 1  | 4               |
| 10    | ITA Itália             |                 |                  | 2                 | 2  | 1               |
| 11    | BRA Brasil             |                 |                  | 1                 | 1  | 4               |
| 11    | GDR Alemanha Oriental  |                 |                  | 1                 | 1  | 4               |
| TOTAL | TOTAL                  | 5               | 5                | 5                 | 15 | —               |